# Міст Бір-Хакейм
48°51′20″ пн. ш. 2°17′16″ сх. д. / 48.855555555556° пн. ш. 2.2877777777778° сх. д.
Міст Бір-Хакейм або Бір-Акем (фр. Pont de Bir-Hakeim), до 1948 року — міст Пассі (фр. Pont Passi) — дворівневий міст через річку Сена, розташований на межі XV та XVI округу Парижа. Поєднує авеню президента Кеннеді на правому березі з районом Гренель на лівому. Його довжина становить 237 метрів, ширина — понад 24 метри.

## Історія
У 1902 році влада Парижа оголосили конкурс на будівництво нового моста на заміну пішохідного мосту, який там вже був. Переміг проєкт Луї Б'єта, якому й було доручено спорудити суперсучасний, як на той час, дворівневий міст. Верхній рівень був призначений для потягів метро. Нижній — для пішоходів і авт. Таке рішення було викликане швидким розвитком метро, як нового виду громадського транспорту. Спочатку міст було названо «Віадук Пассі», але 1949 року міст був перейменований на честь перемоги в битві за Бір-Хакейм у 1942 році, коли війська союзників розгромили німецько-італійську армію.